# سيموفنت 46/75
سيموفنت 46/75 (بالإيطالية : Semovente 75/46) كانت مدفعية ذاتية الحركة إيطالية استخدمت خلال الحرب العالمية الثانية . تم تجهيزها عن طريق تركيب مدفع عيار 75 مم إل 46 على هيكل الدبابة M15/42 . بعد المعاهدة الإيطالية مع الحلفاء تمت السيطرة على مصانع أنسالدو من قبل الألمان . فأمر الألمان ببدء صناعة النسخة المحدثة من إم 42إل و46/75 . النتيجة مركبة سميت إم 42تي دا 46/75 . حصر استخدامها على الألمان ولم يتجاوز ما صنع منها 15 فقط . 